# Beyond Tomorrow
«После 2000 года» (англ. Towards 2000, Beyond 2000, Beyond Tomorrow) — австралийский научно-популярный телесериал производства телекомпании «Beyond Television Productions». Дебютировал на канале ABC в 1981 году под названием «Towards 2000». В 1985 году программа поменяла название на «Beyond 2000» и шла под этим названием до 1999 года. а в 2005 году изменила название на «Beyond Tomorrow» и шла до 2008 года.
Транслировалась на телеканалах «ABC», «Seven Network», «Network Ten».
В России впервые сериал транслировался на телеканале «2х2» в первой половине 1990-х.